# Ceraphron mugitamae
Ceraphron mugitamae är en stekelart som först beskrevs av Ishii 1953.  Ceraphron mugitamae ingår i släktet Ceraphron och familjen pysslingsteklar. Inga underarter finns listade i Catalogue of Life.